# راده زاغوراتش
راده زاغوراتش (بالصربية: Раде Загорац) مواليد 12 أغسطس 1995 في بلغراد، صربيا والجبل الأسود، هو لاعب كرة سلة صربي. بدأ مسيرته الاحترافية في سنة 2012. تم اختياره من قبل فريق بوسطن سيلتكس خلال الدرافت. لعب مع نادي ميغا لكرة السلة في الدوري الصربي لكرة السلة.

## روابط خارجية
- راده زاغوراتش على موقع الاتحاد الدولي لكرة السلة (الإنجليزية)
- راده زاغوراتش على موقع الدوري الأوروبي لكرة السلة (الإنجليزية)
- راده زاغوراتش على موقع سبورتس رفرنس (الإنجليزية)
- راده زاغوراتش على موقع الدوري الإسباني لكرة السلة (الإسبانية)
- راده زاغوراتش على موقع كرة السلة الأوروبية.كوم (الإنجليزية)
- راده زاغوراتش على موقع DraftExpress.com (الإنجليزية)
- راده زاغوراتش على موقع إي إس بي إن.كوم (الإنجليزية)
- راده زاغوراتش على موقع ريلجم (الإنجليزية)
- راده زاغوراتش على موقع بروبوليرز (الإنجليزية)
- راده زاغوراتش على موقع سبورتس رفرنس (الإنجليزية)